# Балка Бабакова
Балка Бабакова (охоронна зона 30 м) — ботанічний заказник місцевого значення. Об'єкт розташований на території Оріхівського району Запорізької області, на північ від село Мала Токмачка.
Площа — 99,4 га, статус отриманий у 1992 році.